# Athenia
L'Athenia è stata una turbonave passeggeri, vittima del primo affondamento da parte di un sommergibile tedesco durante la battaglia dell'Atlantico. La nave, entrata in servizio nel 1923, era usata sulla linea tra Inghilterra e Canada, e d'inverno come nave da crociera. Era dotata di turbine a vapore che tramite le sue due eliche le conferivano una velocità massima di 15 nodi. Il suo affondamento venne fortemente enfatizzato dai giornali inglesi.

## Affondamento
Il 3 settembre 1939 alle 16:30, l'U-30, comandato dall'allora tenente di vascello (Oberleutnant zur See) Fritz-Julius Lemp, di pattuglia a nordovest dell'Irlanda, avvistò la Athenia che zigzagava e la identificò per una grossa nave passeggeri di linea diretta a ovest; dopo l'identificazione s'immerse e fece rotta di intercettazione. Le regole di ingaggio emanate da Hitler dopo l'attacco alla Polonia erano precise: non attaccare navi mercantili, non attaccare navi da battaglia nemiche per non infliggere umiliazioni non necessarie, non attaccare navi francesi se non per autodifesa. Quando il sommergibile riemerse alle ore 19:00, alla visione periscopica la nave non era illuminata nel buio incombente del tramonto, oltre a zigzagare ad alta velocità, e questo la fece considerare un mercantile armato, un cosiddetto incrociatore ausiliario (Armed Merchant Cruiser – AMC), da parte di Lemp. Il primo attacco, effettuato con due siluri, ebbe l'effetto di bloccare la nave col primo di essi, mentre il secondo non s'innescò, cosa comune tra i siluri tedeschi dell'epoca. Temendo una reazione, l'U-30 s'immerse e passò dall'altro lato della nave, poi alla luce della luna spedì un terzo siluro che fallì anch'esso; a quel punto il comandante tedesco osservò con attenzione la sagoma e identificò la nave come l'Athenia della Donaldson Line, che non risultava nell'elenco degli AMC britannici; a questo punto, Lemp senza riportare l'accaduto al Befehlshaber der Unterseeboote (comandante degli U-Boot) Karl Dönitz diede l'ordine di immersione e andò via.
Il segnale di soccorso venne raccolto dall'Ammiragliato britannico che inviò nella zona le navi da guerra disponibili e quelle civili nell'area. Tra esse una nave cisterna norvegese, la Knute Nelson, e il lussuosissimo panfilo a motore Southern Cross, del magnate svedese Axel Wenner-Gren. La nave affondò dopo quattordici ore e i 1 418 tra passeggeri ed equipaggio poterono calarsi ordinatamente nelle lance di salvataggio; oltre ai pochi morti per l'esplosione del siluro, principalmente in sala macchine, vi furono 50 morti in una lancia fatta a pezzi dalle eliche della nave cisterna e altri 10 per una collisione di un'altra lancia con il panfilo. In totale le vittime furono 98 passeggeri e 19 membri dell'equipaggio.

## Conseguenze
La Germania, forte anche di un'immediata inchiesta dell'ammiraglio Raeder dalla quale non risultavano sommergibili tedeschi presenti nel raggio di 75 miglia nautiche dal punto dell'affondamento, smentì il suo presunto coinvolgimento, anche se altre fonti riportano che Dönitz si fosse reso immediatamente conto, senza bisogno di rapporto da parte di Lemp, della presenza di una unità tedesca in area. Comunque venne deciso di evitare la corte marziale a Lemp, tenendo conto anche dei suoi risultati in quella crociera: tre mercantili affondati e due aerei abbattuti (ma Lemp recuperò i piloti e li depositò in Islanda). Inoltre aveva subito un attacco con cariche di profondità e riportato il battello alla base nonostante i pesanti danni. Pertanto il libro di bordo dell'U-30 venne alterato e un velo ufficiale venne steso sulla faccenda.
In seguito all'affondamento dell'Athenia, alcuni circoli anti-inglesi e simpatizzanti per l'Asse affermarono che l'attacco fosse stato un'operazione sotto falsa bandiera. Ad esempio, un redattore del giornale italofono di Boston, Italian News, sostenne che la nave fosse stata affondata da mine inglesi per spingere l'opinione pubblica statunitense a incolpare i sommergibili tedeschi e spingere gli Stati Uniti a entrare in guerra.